# Шнаркевич, Надежда Марковна
Надежда Марковна Шнаркевич (в девичестве Коляденко; бел. Надзея Маркаўна Шнаркевіч (Калядзянка); 30 сентября [12 октября] 1897, Брест-Литовск, Гродненская губерния — 21 мая 1974) — белорусский общественный деятель и деятель культуры, педагог, краевед.

## Биография
Надежда Коляденко родилась 30 сентября (12 октября) 1897 года в Бресте. Когда ей было семь лет, умер отец, после чего вместе с матерью переехала жить в деревню Острово близ Кобрина, а затем — в Пружаны. В 1914 году окончила Пружанскую женскую гимназию, а в 1919 году — педагогические курсы (единственные, доступные на то время женщинам в Российской империи), получив квалификацию учителя. В 1914—1915 годах работала учительницей мальчиков и девочек в Пружанском уезде. К лету 1915 года из-за наступления германских войск в ходе Первой мировой войны стала беженкой, поселившись в Поволжье. В 1919 году вернулась домой.
С 1925 года Надежда Коляденко жила и работала в Вильно (ныне Вильнюс, столица Литвы) в качестве заведующей общежитием местной белорусской гимназии, активно участвуя в культурных, образовательных и социальных инициативах Белорусской школьной ассоциации (общественной организации по продвижению белорусского языка). В 1926 году вышла замуж за Язэпа Шнаркевича, деятеля культуры Западной Беларуси, учителя.
В 1930 году Надежда Шнаркевич стала соучредительницей Объединения белорусских женщин, названного в честь известной белорусской поэтессы Алоизы Пашкевич. Просуществовавшая недолго организация ставила своей целью формирование национального самоопределения, в первую очередь среди сознательных белорусских женщин. 
Шнаркевич была также одной из основательниц и главным редактором «Женского дела» (бел. Жаноцкая справа), первого независимого женского журнала на белорусском языке. Создавшие его женщины видели свою задачу в том, чтобы поднять национальное самосознание белорусских крестьянок и объединить их посредством социально значимой деятельности (гражданской активности). Помимо статей о национальной культуре, журнал консультировал своих читательниц по вопросам общественной жизни, воспитания детей и ведения домашнего хозяйства. Он был адресован, в первую очередь, сельским женщинам, поскольку исторически большинство
белорусов жили в деревнях. «Женское дело» публиковалось в Вильно раз в месяц с марта по ноябрь 1931 года, после чего выпуск журнала был прекращён из-за отсутствия финансирования, а Надежда Шаркевич продолжила педагогическую деятельность. 
В 1939 году Западная Беларусь была включена в состав Белорусской Советской Социалистической Республики. Последние 25 лет своей жизни Надежда Шаркевич была парализована, но тем не менее оставалась социально активной: она отредактировала воспоминания своего мужа о Клецкой и Несвижской гимназиях, составила фотоальбомы по истории белорусских школ и гимназий в Западной Беларуси и приняла участие в организации совместных проектов с Гудевичским литературно-краеведческим музеем в Гродненской области. 
Скончалась 21 мая 1974 года. Похоронена на Евфросиньевском кладбище Вильнюса рядом со своим супругом.